# Xenòclides de Corint
Xenòclides (en llatí Xenocleides, en grec antic Ξενοκλείδης) fou un militar corinti que va rebre el comandament de la flota enviada contra Còrcira l'any 432 aC.
L'any 425 aC el van enviar a lluitar contra Ambràcia al front d'uns tres-cents homes fortament armats. Aquestes tropes van arribar al seu destí després d'una marxa per terra amb considerable dificultat. Els seus fets els relata Tucídides.